# Alex O'Loughlin
Alex O'Loughlin, pseudonimo di Alexander O'Lachlan (Canberra, 24 agosto 1976), è un attore e produttore cinematografico australiano.

## Biografia
Nato a Canberra, è cresciuto a Sydney in una famiglia di origini irlandesi e scozzesi. Il padre, insegnante di fisica e astronomia, e la madre, infermiera, divorziarono due anni dopo la sua nascita; ha una sorella di un anno più giovane. Da bambino O'Loughlin aveva sofferto di asma, tendenze ossessive-compulsive e disturbi da deficit dell'attenzione. Si è laureato alla National Dramatic Art di Sydney nel 2000.
Ha due figli, nati rispettivamente dalla relazione con una ragazza da cui si è separato, e dalla modella e campionessa di surf Malia Jones, con la quale si è sposato il 18 aprile 2014 alle Hawaii.

### Carriera
Nel 2004 inizia la carriera di attore interpretando Jack Flinge nel film Oyster Farmer, che nel medesimo anno viene presentato al Toronto International Film Festival. L'anno successivo scrive e coproduce il thriller Feed, nel quale ha anche un ruolo da attore. Sempre nel 2005 interpreta William Bryant nella miniserie televisiva australiana The Incredible Journey of Mary Bryant, sulla vita dell'omonima brigante; il ruolo gli frutta una candidatura come "Most Outstanding Actor in a Drama Series" ai Logie Awards e un'altra come "Best Lead Actor in Television" agli AFI Awards.
Nel 2006, intravista la possibilità di avere successo come attore, lascia la natìa Australia e si trasferisce a Hollywood. Qui ottiene subito alcune piccole parti nei film L'amore non va in vacanza e Invisible, nonché un ruolo ricorrente nella sesta stagione della serie The Shield. Quest'apparizione gli porta fama anche negli Stati Uniti d'America, ottenendo in seguito il ruolo di Mick St. John, protagonista della serie Moonlight.
Successivamente, nel 2009, ottiene il ruolo del dottor Andy Yablonski nel medical drama Three Rivers. Sempre nello stesso anno è coprotagonista del film Piacere, sono un po' incinta, al fianco di Jennifer Lopez. Dal 2010  al 2020 è il protagonista, nei panni di Steve McGarrett, della serie Hawaii Five-0, riavvio dell'omonima serie andata in onda dal 1968 al 1980.

## Filmografia

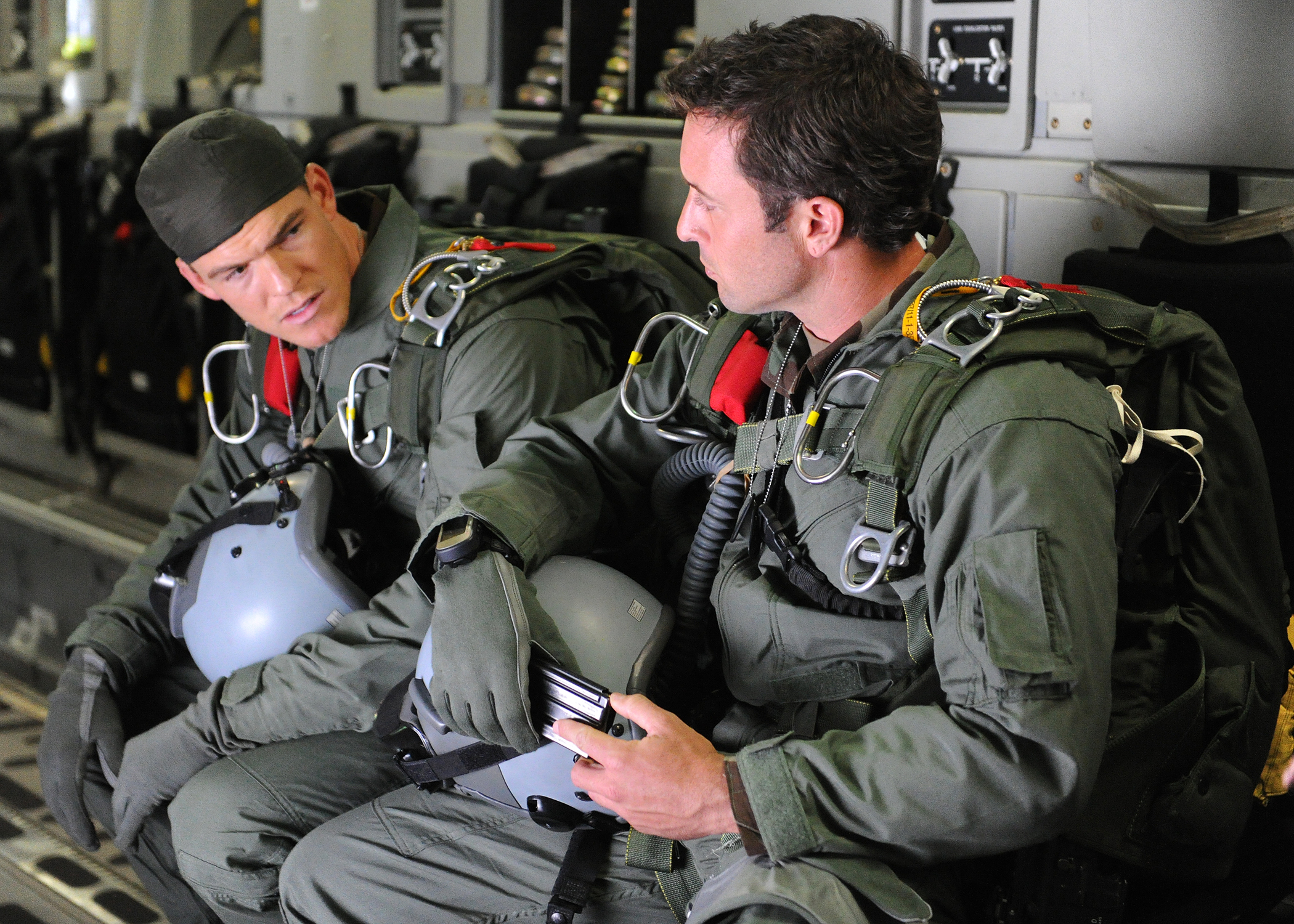
O'Loughlin (a destra) e Alan Ritchson a bordo di un Boeing C-17 Globemaster III durante le riprese di un episodio di Hawaii Five-0 alla Joint Base Pearl Harbor-Hickam (2013)

### Cinema
- Oyster Farmer, regia di Anna Reeves (2004)
- Man-Thing - La natura del terrore (Man-Thing), regia di Brett Leonard (2005)
- Feed, regia di Brett Leonard (2005)
- L'amore non va in vacanza (The Holiday), regia di Nancy Meyers (2006)
- Invisible (The Invisible), regia di David S. Goyer (2007)
- La musica nel cuore - August Rush (August Rush), regia di Kirsten Sheridan (2007)
- Whiteout - Incubo bianco (Whiteout) (2009)
- Piacere, sono un po' incinta (The Back-Up Plan), regia di Alan Poul (2010)

### Televisione
- BlackJack: Sweet Science, regia di Peter Andrikidis – film TV (2004)
- The Incredible Journey of Mary Bryant – miniserie TV, puntate 1-2 (2005)
- Moonlight – serie TV, 16 episodi (2007-2008)
- The Shield – serie TV, 7 episodi (2007)
- Three Rivers – serie TV, 13 episodi (2009)
- Criminal Minds – serie TV, episodio 4x22 (2009)
- Hawaii Five-0 – serie TV, 240 episodi (2010-2020)

## Doppiatori italiani
Nelle versioni in italiano delle opere in cui ha recitato, Alex O'Loughlin è stato doppiato da:
- Alberto Bognanni in Three Rivers, Feed
- Francesco Pezzulli in Piacere, sono un po' incinta
- Luigi Ferraro in La musica nel cuore
- Luca Ward in Moonlight
- Massimiliano Manfredi in Criminal Minds
- Fabrizio Vidale in The Shield
- Riccardo Niseem Onorato in Hawaii Five-0